# Jackson (Nebraska)
Jackson est un village du comté de Dakota, dans l'État du Nebraska, aux États-Unis. En 2020, il comptait une population de 207 habitants.